# Verordnung des Reichspräsidenten zum Schutze des Deutschen Volkes
Die Verordnung des Reichspräsidenten zum Schutze des Deutschen Volkes vom 4. Februar 1933 (RGBl. 1933 I, S. 35–40) war eine strafbewehrte Notverordnung des Reichspräsidenten Paul von Hindenburg aufgrund Art. 48 Abs. 2 der Weimarer Verfassung (WRV), mit der die verfassungsmäßigen Grundrechte der Versammlungs- und Pressefreiheit weitgehend außer Kraft gesetzt wurden.

## Inhalt
Durch die Verordnung konnten nicht angemeldete öffentliche politische Versammlungen, Druckschriften, „deren Inhalt  geeignet war, die öffentliche Sicherheit oder Ordnung zu gefährden“ und Spendensammlungen „bestimmter Vereinigungen“ zu politischen Zwecken unter Androhung von Gefängnisstrafe verboten werden. Der Reichsminister des Innern Wilhelm Frick (NSDAP) wurde zum Erlass der zur Durchführung der Verordnung erforderlichen Rechts- und Verwaltungsvorschriften ermächtigt. Diese Verordnung war bereits 1932 vom Kabinett Papen (zeitgenössisch auch Kabinett der Barone genannt) vorbereitet worden.
Kurt von Schleicher, Hitlers parteiloser Vorgänger im Amt des Reichskanzlers, drohte in einer Rundfunkrede am 15. Dezember 1932 der Kommunistischen Partei mit dem Erlass einer „scharfen“ Verordnung:
„[…] Die zur wirtschaftlichen Beruhigung notwendige Ausschaltung aller absichtlichen Störungen hat in der Vergangenheit leider eine große Zahl von Ausnahmebedingungen nötig gemacht. Ich gestehe offen, dass ich es für verhängnisvoll halten würde, wenn wir in Deutschland auf die Dauer nicht ohne diese scharfen Bestimmungen auskommen könnten. Ich habe deshalb den Herrn Reichspräsidenten gebeten, die zweifellos eingetretene Beruhigung zum Anlass zu nehmen, um derartige Ausnahmebestimmungen aufzuheben, um endlich einmal wieder zu normalen Rechtsverhältnissen zurückzukehren. Der Herr Reichspräsident will diesem Vorschlag im Vertrauen auf den gesunden Sinn der ordnungsliebenden Bevölkerung entsprechen, hat dabei aber zum Ausdruck gebracht, dass er nicht zögern würde, eine scharfe Verordnung zum Schutze des deutschen Volkes zu erlassen, falls er sich in seinen Erwartungen getäuscht sieht. Den gewerbsmäßigen Unruhestiftern ebenso wie einer gewissen aufreizenden, die Atmosphäre vergiftenden Presse darf ich in diesem Zusammenhang warnend zur Kenntnis bringen, dass eine solche Verordnung fertig im Schubkasten liegt und in der Tat in ihrer Lückenlosigkeit eine ausgezeichnete Arbeit darstellt. Ich hoffe, dass ihre Anwendung ebenso wenig nötig werden wird, wie der Einsatz der Reichswehr. Ich möchte aber auch die staatsfeindliche kommunistische Bewegung nicht im Zweifel darüber lassen, dass die Reichsregierung auch vor drakonischen Ausnahme-Bestimmungen gegen die kommunistische Partei nicht zurückschrecken wird, falls sie die Lockerung der Zügel zur vermehrten Verhetzung der Bevölkerung missbrauchen sollte. […]“
Deswegen wurde die Verordnung auch als „Schubladenverordnung“ bezeichnet. 
Die später von Reichskanzler Adolf Hitler, Innenminister Frick und Justizminister Gürtner gegengezeichnete Verordnung diente im beginnenden Wahlkampf zur Reichstagswahl am 5. März 1933 der Bekämpfung explizit linker Parteien und Bewegungen, als politische Hauptgegner der NSDAP. Sie wurde am 6. Februar 1933 im Reichsgesetzblatt verkündet und trat am folgenden Tag in Kraft.
Sie diente zusammen mit der Reichstagsbrandverordnung und dem Ermächtigungsgesetz kurz nach der Machtergreifung der Nationalsozialisten zur Aushebelung der Weimarer Verfassung und vollendete den Weg von der Weimarer Republik zur totalitären Diktatur. Die sammlungsrechtlichen Strafvorschriften in § 14, 19 der Verordnung wurden im November 1934 mit dem Sammlungsgesetz aufgehoben und dort neu geregelt.
Die in Abschnitt IV erlassenen weiteren Strafbestimmungen wurden nach dem Zweiten Weltkrieg im Kontrollratsgesetz Nr. 55 vom 20. Juni 1947 aufgehoben.